# Park Narodowy Pinnacles

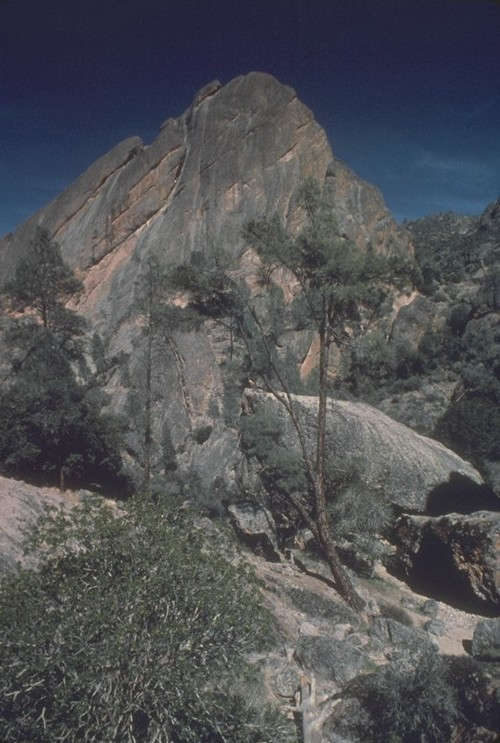
Pinnacles National Monument

Park Narodowy Pinnacles (ang. Pinnacles National Park) – amerykański park narodowy, do 2012 roku pomnik narodowy (Pinnacles National Monument) znajdujący się w stanie Kalifornia. Obejmuje ochroną pozostałości wygasłego wulkanu. Na terenie parku widać skutki ruchów płyt tektonicznych oraz milionów lat erozji.
Park został ustanowiony decyzją prezydenta Theodore’a Roosevelta 16 stycznia 1908 roku. Obszar znajdujący się pod ochroną kilkakrotnie powiększano, w latach 1923, 1924, 1933, 1941 oraz po raz ostatni przez prezydenta Billa Clintona w 2000 roku. Obecnie zajmuje on powierzchnię 98,19 km² i jak wiele innych pomników narodowych zarządzany jest przez National Park Service.
W 2012 roku Kongres Stanów Zjednoczonych uchwalił, a 10 stycznia 2013 roku prezydent Barack Obama podpisał akt tworzący Pinnacles National Park.